# Włoskie okręty podwodne typu F
Włoskie okręty podwodne typu F – włoskie okręty podwodne z okresu I wojny światowej. W latach 1915–1918 w stoczniach FIAT-San Giorgio, Odero i Orlando zbudowano 21 okrętów tego typu. Jednostki zostały wcielone w skład Regia Marina w latach 1916–1918 i pełniły służbę na Morzu Śródziemnym, biorąc udział w działaniach wojennych. Poza utraconym w 1928 roku F 14, pozostałe okręty skreślono z listy floty w latach 1919–1935.

## Projekt i budowa
Okręty podwodne typu F zostały zaprojektowane przez inż. majora Cesarego Laurentiego jako ulepszenie poprzedniego projektu tego konstruktora – jednostek typu Medusa. Przy zachowaniu wymiarów zewnętrznych i wyporności nowe okręty charakteryzowały się krótszym czasem zanurzania, większą manewrowością w położeniu nawodnym i podwodnym, powiększonym kioskiem, instalacją działa pokładowego, żyrokompasu, dwóch peryskopów i systemu łączności podwodnej Fessenden. Okręty miały konstrukcję dwukadłubową, z kadłubem lekkim ukształtowanym na podobieństwo linii kadłuba torpedowców . Przestrzeń między kadłubem sztywnym a lekkim można było uczynić wodoszczelną poprzez zamknięcie specjalnych odwietrzników: w ten sposób okręty zyskiwały dodatkową rezerwę pływalności, szczególnie przydatną podczas żeglugi po powierzchni w złych warunkach pogodowych .
Spośród 21 zbudowanych dla Włoch jednostek typu F 13 powstało w stoczni FIAT-San Giorgio w La Spezii, trzy zbudowała stocznia Cantieri navali Odero w Sestri Ponente w Genui, a pięć stocznia Orlando w Livorno. Stępki okrętów położono w 1915 roku, a zwodowane zostały w latach 1916–1918.
| Okręt | Stocznia         | Położenie stępki     | Wodowanie            | Wejście do służby    | Los                                              |
| ----- | ---------------- | -------------------- | -------------------- | -------------------- | ------------------------------------------------ |
| F 1   | FIAT-San Giorgio | 27 maja 1915         | 2 kwietnia 1916      | 20 października 1916 | wycofany 2 czerwca 1930                          |
| F 2   | FIAT-San Giorgio | 3 czerwca 1915       | 4 czerwca 1916       | 8 września 1916      | wycofany 1 lutego 1929                           |
| F 3   | FIAT-San Giorgio | 27 maja 1915         | 6 lipca 1916         | 19 października 1916 | wycofany 1 września 1919                         |
| F 4   | Orlando          | 8 czerwca 1915       | 19 listopada 1916    | 18 stycznia 1917     | wycofany 1 września 1919                         |
| F 5   | FIAT-San Giorgio | 23 maja 1915         | 12 sierpnia 1916     | 26 listopada 1916    | wycofany 20 lipca 1929                           |
| F 6   | Orlando          | 16 czerwca 1915      | 4 marca 1917         | 1 maja 1917          | wycofany 1 sierpnia 1935                         |
| F 7   | FIAT-San Giorgio | 1 lipca 1915         | 23 grudnia 1916      | 19 marca 1917        | wycofany 1 lutego 1929                           |
| F 8   | FIAT-San Giorgio | 12 czerwca 1915      | 13 listopada 1916    | 2 lutego 1917        | wycofany 1 września 1919                         |
| F 9   | FIAT-San Giorgio | 3 czerwca 1915       | 24 września 1916     | 29 grudnia 1916      | wycofany 1 sierpnia 1928                         |
| F 10  | FIAT-San Giorgio | 31 sierpnia 1915     | 19 października 1916 | 29 grudnia 1916      | wycofany 2 czerwca 1930                          |
| F 11  | FIAT-San Giorgio | 17 lipca 1915        | 17 września 1916     | 29 grudnia 1916      | wycofany 1 września 1919                         |
| F 12  | FIAT-San Giorgio | 29 lipca 1915        | 30 listopada 1916    | 26 lutego 1917       | wycofany 20 lipca 1929                           |
| F 13  | Orlando          | 30 września 1915     | 20 maja 1917         | 5 sierpnia 1917      | wycofany 1 sierpnia 1935                         |
| F 14  | Odero            | 2 października 1915  | 23 stycznia 1917     | 18 marca 1917        | zatonął 6 sierpnia 1928, podniesiony i złomowany |
| F 15  | Orlando          | 7 października 1915  | 27 maja 1917         | 13 sierpnia 1917     | wycofany 28 maja 1929                            |
| F 16  | Odero            | 4 października 1915  | 19 marca 1917        | 30 kwietnia 1917     | wycofany 1 maja 1928                             |
| F 17  | Orlando          | 14 października 1915 | 3 czerwca 1917       | 17 sierpnia 1917     | wycofany 1 listopada 1929                        |
| F 18  | Odero            | 7 października 1915  | 15 maja 1917         | 27 lipca 1917        | wycofany 1 października 1930                     |
| F 19  | FIAT-San Giorgio | 23 września 1915     | 10 marca 1918        | 24 kwietnia 1918     | wycofany 2 czerwca 1930                          |
| F 20  | FIAT-San Giorgio | 10 września 1915     | 17 marca 1918        | 7 czerwca 1918       | wycofany 1 lipca 1935                            |
| F 21  | FIAT-San Giorgio | 31 sierpnia 1915     | 19 maja 1918         | 31 sierpnia 1918     | wycofany 1 października 1930                     |

## Dane taktyczno-techniczne
Jednostki typu F były niewielkimi, przybrzeżnymi okrętami podwodnymi . Kadłub podzielony był grodziami wodoszczelnymi (wyposażonymi w podwójne drzwi wodoszczelne) na trzy przedziały: dziobowy (mieszczący kubryk marynarzy), przedział z głównym stanowiskiem dowodzenia i siłownią oraz przedział baterii akumulatorów . Długość całkowita wynosiła 45,63 metra, szerokość 4,22 metra i zanurzenie 3,1 metra. Wyporność normalna w położeniu nawodnym wynosiła 262 tony, a w zanurzeniu 319 ton.
Okręty napędzane były na powierzchni przez dwa dwusuwowe silniki wysokoprężne FIAT 216 o łącznej mocy 670 KM . Napęd podwodny zapewniały dwa silniki elektryczne Savigliano o łącznej mocy 500 KM. Dwa wały napędowe obracające dwiema śrubami umożliwiały osiągnięcie prędkości 12,5 węzła na powierzchni i 8 węzłów w zanurzeniu. Zasięg wynosił 1300 Mm przy prędkości 9 węzłów w położeniu nawodnym oraz 120 Mm przy prędkości 2,5 węzła w zanurzeniu (lub 800 Mm przy prędkości 12 węzłów w położeniu nawodnym oraz 9 Mm przy prędkości 8 węzłów w zanurzeniu). Zapas paliwa wynosił 12 ton. Energia elektryczna magazynowana była w jednej baterii akumulatorów składającej się z 232 ogniw . Dopuszczalna głębokość zanurzenia wynosiła 40 metrów  .
Okręty wyposażone były w dwie stałe dziobowe wyrzutnie kalibru 450 mm, z łącznym zapasem czterech torped. Uzbrojenie artyleryjskie stanowiła pojedyncza pokładowa armata przeciwlotnicza kalibru 76 mm Armstrong A1914 L/30 oraz karabin maszynowy Colt kalibru 6,5 mm  .
Załoga pojedynczego okrętu składała się z 2 oficerów oraz 24 podoficerów i marynarzy.

## Służba
Jako pierwsze w 1916 roku zostały wcielone do służby w Regia Marina okręty zbudowane w stoczni FIAT-San Giorgio: F 1, F 2, F 3, F 5, F 9, F 10 i F 11. W roku następnym szeregi floty zasiliły F 4, F 6, F 7, F 8, F 12, F 13, F 14, F 15, F 16, F 17 i F 18. 14 lutego 1917 roku F 8 podczas ćwiczebnego rejsu w Zatoce Genueńskiej na skutek błędu załogi zatonął na głębokości 30 metrów na południe od wyspy Tino . Jednostka została wkrótce podniesiona przy pomocy brazylijskiego okrętu-bazy okrętów podwodnych „Ceará” i we wrześniu tego roku powróciła do służby .
Według stanu na 31 grudnia 1917 roku w skład Flotylli Górnego Adriatyku w Wenecji i Porto Corsini wchodziły F 2, F 3, F 4, F 5, F 12, F 13 i F 16, a F 1, F 6, F 7, F 8, F 11, F 14 i F 18 pływały we Flotylli Okrętów Podwodnych w Ankonie; ponadto z Valony operowały F 10 i F 15. W 1918 roku do służby zostały wcielone ostatnie trzy jednostki typu F: F 19, F 20 i F 21. W ostatnim miesiącu wojny F 2, F 3, F 5, F 8, F 9, F 10, F 12, F 15, F 17, F 19 i F 20 wchodziły w skład Flotylli Okrętów Podwodnych w Wenecji, a F 1, F 6, F 7, F 11, F 13, F 14, F 16 i F 18 przyporządkowane były do Flotylli Okrętów Podwodnych w Ankonie. Wojenne osiągnięcia okrętów podwodnych typu F były niewielkie: w 1918 roku F 7 zatopił trzy austro-węgierskie jednostki (parowiec i dwa transportowce), a F 12 zatopił w ataku torpedowym austro-węgierski okręt podwodny SM U-20.
Jako pierwsze z listy floty zostały skreślone we wrześniu 1919 roku F 3, F 4, F 8 i F 11. Pozostałe okręty prowadziły intensywną działalność szkoleniową, operując z Poli, Neapolu i Brindisi. 6 sierpnia 1928 roku podczas symulowanego ataku na formację floty włoskiej nieopodal Poli, F 14 wynurzył się tuż przed dziobem niszczyciela „Giuseppe Missori”, który staranował go i zatopił. Następnego dnia po południu okręt został podniesiony, ale nikt z jego załogi już nie żył; jednostki nie przywrócono już do służby i została zezłomowana. Między 1928 a 1930 rokiem ze służby zostały wycofane F 1, F 2, F 5, F 7, F 9, F 10, F 12, F 15, F 16, F 17, F 18, F 19 i F 21. Jako ostatnie z listy floty zostały skreślone w 1935 roku F 6, F 13 i F 20.